# Beloziorni (Krasnodar)
|  | Per a altres significats, vegeu «Beloziorni». |

Beloziorni - Белозёрный (rus) és un possiólok del krai de Krasnodar, a Rússia. Es troba a la riba dreta del riu Kuban, a 12 km a l'oest de Krasnodar, la capital.
Pertany al municipi de Ielizavétinskaia.